# 透明なゆりかご 産婦人科医院 看護師見習い日記
『透明なゆりかご 産婦人科医院 看護師見習い日記』（とうめいなゆりかご さんふじんかいいん かんごしみならいにっき）は、沖田×華の日本の医療漫画作品。『Kiss PLUS』（講談社）2014年1月号より連載を開始し、同誌が2014年3月号に休刊したことに伴い、第3話より『ハツキス』（講談社）に連載が移された。『ハツキス』では2014年7月号（創刊号）より32号まで不定期で連載された。第42回（2018年度）講談社漫画賞少女部門受賞作。
作者の沖田が高校時代に勤めていた産婦人科の見習い看護師の経験を通じて、生まれる命の重さや大切さを知った実体験を基にしている。
2018年7月に『透明なゆりかご』のタイトルで、NHK総合「ドラマ10」にてテレビドラマ化された。

## 概要
准看護学科に通う高校生だった作者が看護師見習いとして産婦人科医院に勤務した実体験をもとに、産婦人科の残酷な実情や母性について描く。もともと医療ものの作品が好きで、特に出産・妊娠を描いた作品に「色々な困難があったけれど、産んだら皆幸せ」という結末となるものが多いことに長く違和感を感じていたという作者が、「産婦人科は命が生まれるだけの場所じゃない」と幸せな出産の裏側でひっそりと日常的に進行する妊娠中絶やDV、性虐待といった事例にも焦点を当て、産婦人科の光と影を描いている。
作者初のフィクション作品となった『ギリギリムスメ』の連載に行き詰まった時に、「私が経験したことで何か漫画になるようなことあったかな、そういえば産婦人科でバイトしてたことがあったな」と本作を着想し、ネームを制作して編集者に提案。『ギリギリムスメ』の連載終了に続いて本作の連載を開始した。作品名は当初「存在していたのに認識されることなく“ないことにされた”中絶胎児たちの命」の「存在が透けているような不安定感、不透明感」をイメージしてつけられた仮題『透明なゆりかご』がそのまま正式に採用された。
作品発表以来多くの読者からの反響を呼び、20代から30代の女性を中心に共感を得て、累計発行部数は325万部を突破するヒット作品となった。2021年2月時点で累計発行部数は420万部を突破している。2017年には「全国書店員が選んだおすすめコミック2017」にて11位となり、翌2018年には第42回（2018年度）講談社漫画賞を少女部門にて受賞した。

## あらすじ
看護師になることを目指す主人公・沖田×華がクリニックでのアルバイトを経て、「生きるとは何か」を学ぶ物語。

## 登場人物
主人公と病院関係者以外の登場人物はゲストキャラクターである。
沖田×華（おきた ばっか）
主人公。高校の看護科に通っており、看護師になる事を目指している。母のすすめで地元の産婦人科医院でアルバイト勤務を始める。資格を取得するも看護師になれず、漫画家になる。

## 受賞歴
- 第42回（2018年度）講談社漫画賞 少女部門[1][2]

## 書誌情報
- 沖田×華 『透明なゆりかご 産婦人科医院 看護師見習い日記』 講談社〈KC Kiss〉、全9巻
  1. 2015年5月13日発行（同日発売[11]）、ISBN 978-4-06-340957-4
  2. 2015年10月13日発行（同日発売[12]）、ISBN 978-4-06-340969-7
  3. 2016年4月13日発行（同日発売[13]）、ISBN 978-4-06-340985-7
  4. 2016年10月13日発行（同日発売[14]）、ISBN 978-4-06-398001-1
  5. 2017年5月12日発行（同日発売[15]）、ISBN 978-4-06-340957-4
  6. 2017年12月13日発行（同日発売[16]）、ISBN 978-4-06-510617-4
  7. 2018年8月9日発行（同日発売[17]）、ISBN 978-4-06-512877-0
  8. 2019年10月11日発行（同日発売[18]）、ISBN 978-4-06-514482-4
  9. 2021年4月13日発行（同日発売[19]）、ISBN 978-4-06-518734-0

## テレビドラマ
『透明なゆりかご』（とうめいなゆりかご）のタイトルで、NHK総合「ドラマ10」にて2018年7月20日から9月21日まで放送された。連続10回。主演は本作がドラマ初主演となる清原果耶。平成30年度（第73回）文化庁芸術祭（テレビ・ドラマ部門）大賞、第35回ATP賞テレビグランプリドラマ部門最優秀賞およびグランプリ受賞作。
ドラマ版では、原作者をモデルとする青田アオイが主人公となっている。

### キャスト

#### 主要人物
- 青田アオイ - 清原果耶[注 2]（幼少：森山のえる[22]）
- 由比朋寛 - 瀬戸康史
- 青田史香 - 酒井若菜
- 町田真知子 - マイコ[注 2]
- 町田陽介 - 葉山奨之
- 望月紗也子 - 水川あさみ
- 榊実江 - 原田美枝子

#### その他
- 和田塚誠 - 淵上泰史
- 岩坂教授 - 堀内正美
- 川井郁美 - 野村麻純
- 業者のおじさん - 猪熊恒和
- 山村看護婦 - 勝部祐子
- 野原看護婦 - 金子ゆい
- 精神科医 - 岡部たかし

#### ゲスト
第1回
- 田中さん（田中良子/木島いづみ） - 安藤玉恵：アオイが初めて出会った妊婦、未受診妊婦
- 寺田さん - 斎藤ナツ子
- 不倫相手 - 奥田洋平
- 武藤さん - 深谷由梨香

第2回
- 菊田里佳子 - 平岩紙：1型糖尿病保持者で網膜症も有り｡一旦は妊娠継続を断念しようとするが、本人の強い希望で妊娠を継続する。
- 中本千絵 - 蒔田彩珠：妊娠・出産後赤ちゃんを捨ててしまう高校生。
- 菊田実 - 金子岳憲
- 千絵の父 - 近江谷太朗
- 里佳子の母・ゆかり - 朝加真由美

第3回
- 安部さおり - 田畑智子：夫が虫垂炎手術の際の全身麻酔で合併症を起こし寝たきりに
- 安部雄二 - 平原テツ：さおりの夫、虫垂炎手術時の術中合併症により昏睡状態となり市民病院に入院している。
- 麻酔科医 - 松澤匠
- 松澤（指導看護婦） - 村岡希美
- 上村（外科医） - 桜井聖
- カフェ店員 - 松澤傑
- 中野さん - 関えつ子

第4回
- 弁護士 - 今里真
- 薬局店主 - 林和義
- 陽介の母 - よしのよしこ
- 救急隊員 - 浦野博士
- 木村さん - 森谷ふみ

第5回
- 北野真理 - 清水くるみ（14歳：花田優里音）
- 北野弘子（真理の母） - 長野里美
- 北野明 - 込江大牙
- 真理の父 - 信太昌之
- 原口美歩 - やしろ優
- 原口美代子（美歩の祖母） - 中山マリ

第6回
- 三浦ハルミ - モトーラ世理奈 人工妊娠中絶を望む少女
- 倉田亜紀 - 西原亜希
- 倉田仁志 - 村上新悟
- 神村千代 - 角替和枝
- 神村重吉 - イッセー尾形　闇医者

第7回
- 石澤ミカ - 片山友希（幼少：大迫莉榎）アオイが小学生だった時の同級生で、母子手帳を大切にしている。
- 石澤恵子（ミカの母） - 佐藤夕美子

第8回
- 望月広紀 - 柄本時生：望月紗也子の夫
- 中森弥生 - 滝沢沙織：キャリアOL
- 宮本久美子 - 異儀田夏葉：堕胎希望者
- 産婦人科医 - 那須佐代子：望月紗也子が通院

第9回
- 長谷川侑子 - 原田夏希：婦人科医
- 平塚亜美 - 根本真陽：アオイと図書館で知り合った幼女
- 平塚美典（亜美の母） - 占部房子
- 平塚誠二（亜美の父） - 本田大輔
- 西川勝敏 - 下総源太朗
- 西川梓 - 宮本真希

最終回
- 辻村灯里 - 鈴木杏
- 辻村拓郎 - 金井勇太

### スタッフ
- 原作 - 沖田×華『透明なゆりかご 産婦人科医院 看護師見習い日記』
- 脚本 - 安達奈緒子[注 2]
- 音楽 - 清水靖晃
- 主題歌 - Chara「せつないもの」
- 演出 - 柴田岳志（NHKエンタープライズ）、村橋直樹（NHKエンタープライズ）、鹿島悠（NHKエンタープライズ）
- 制作統括 - 須崎岳（NHKエンタープライズ）、髙橋練（NHK）
- 制作 - NHKエンタープライズ
- 制作・著作 - NHK

### 放送日程
| 放送回 | 放送日  | サブタイトル     | 演出     |
| ------ | ------- | ---------------- | -------- |
| 第1回  | 7月20日 | 命のかけら       | 柴田岳志 |
| 第2回  | 7月27日 | 母性ってなに     | 柴田岳志 |
| 第3回  | 8月03日 | 不機嫌な妊婦     | 柴田岳志 |
| 第4回  | 8月10日 | 産科危機         | 柴田岳志 |
| 第5回  | 8月17日 | 14歳の妊娠       | 村橋直樹 |
| 第6回  | 8月24日 | いつか望んだとき | 村橋直樹 |
| 第7回  | 8月31日 | 小さな手帳       | 村橋直樹 |
| 第8回  | 9月07日 | 妊婦たちの不安   | 村橋直樹 |
| 第9回  | 9月14日 | 透明な子         | 鹿島悠   |
| 最終回 | 9月21日 | 7日間の命        | 柴田岳志 |

- 第1回は、22時37分 - 23時21分の37分遅れで放送された[注 3]。
- 第1回は7月26日23時55分 - 0時45分にNHK総合『NET BUZZ』にて再放送された[23]。
- 第1回は、平成30年度文化庁芸術祭参加作品として10月10日1時40分 - 2時24分にNHK総合にて再放送された[24]。
- 第2回は、平成30年度文化庁芸術祭参加作品として10月10日2時34分 - 3時28分にNHK総合にて再放送された[24]。
- 第8回は、22時10分 - 22時54分の10分遅れで放送された[注 4]。
- 最終回は、22時 - 22時45分の1分拡大放送。
- 最終回は、10月4日23時55分 - 0時50分にNHK総合『NET BUZZ』にて再放送された[25][注 5]。
- NHK BS4Kにて2020年1月15日より4K/5.1ch版を放送開始、最終回は48分バージョンで放送された
- 2021年5月3日から同年5月7日未明（6日深夜）にかけて全10話が再放送される予定（最終回は48分バージョンで放送予定）。
- 2024年1月28日未明（27日深夜）に第1回から第4回、29日未明（28日深夜）に第5回から第8回、30日未明（29日深夜）に第9回と最終回の日程でで全10話が再放送された。[26]

### 関連番組
ドキュメント 透明なゆりかご
2018年7月16日 18時7分 - 18時43分、NHK総合
東京都内の産婦人科病院における小さな命の現場を紹介するドキュメンタリー。
語り - 清原果耶
まだ間に合う!透明なゆりかご
2018年8月16日 23時 - 23時10分、NHK総合
これまでのエピソードと今後のストーリー、登場人物の紹介。出演者による座談会。
出演 - 清原果耶、瀬戸康史、水川あさみ
語り - 久保田祐佳

### 作品の評価
重い現実を美化することなく正面から描こうとする出演者、制作スタッフの覚悟が伝わること、シリアスな内容にもかかわらず視聴後温かい気持ちになれるような希望が示されていることなどが評価され、放送批評懇談会によるギャラクシー賞の2018年9月度月間賞を受賞した。

#### 受賞歴（テレビドラマ）
- ギャラクシー賞
  - 2018年9月度月間賞[28]
  - 第56回（2018年度） テレビ部門 奨励賞[29]
- コンフィデンスアワード・ドラマ賞
  - 2018年7月期（第13回）[30]
    - 脚本賞（安達奈緒子）
    - 新人賞（清原果耶）

  - 年間大賞 2018
    - 新人賞（清原果耶）[31]
- 平成30年度（第73回）文化庁芸術祭 テレビ・ドラマ部門 大賞（第1回「命のかけら」、第2回「母性ってなに」）[20]
- 第45回放送文化基金賞 番組部門 テレビドラマ番組 奨励賞（第1回「命のかけら」、第2回「母性ってなに」）[32][リンク切れ]
- 第35回ATP賞テレビグランプリ（第1回「命のかけら」、第2回「母性ってなに」、第6回「いつか望んだとき」、第9回「透明な子」）
  - ドラマ部門 最優秀賞[21]
  - グランプリ[21]
- 東京ドラマアウォード2019[33]
  - 連続ドラマ部門 優秀賞
  - 主演女優賞（清原果耶）
  - 脚本賞（安達奈緒子）[注 6]

### 関連商品
ノベライズ
- 橘もも（著）、沖田×華（原作）、安達奈緒子（脚本）『小説 透明なゆりかご （上）』（2018年8月10日、講談社文庫、ISBN 978-4-06-512562-5）
- 橘もも（著）、沖田×華（原作）、安達奈緒子（脚本）『小説 透明なゆりかご （下）』（2018年9月14日、講談社文庫、ISBN 978-4-06-512563-2）

サウンドトラック
- 清水靖晃『NHKドラマ10「透明なゆりかご」オリジナル・サウンドトラック』（2018年12月19日、アイデアルミュージック、NGCS-1090）

DVD
- 透明なゆりかご DVD-BOX（2019年1月25日、ハピネット、HPBR-320）

| NHK総合 ドラマ10                             | NHK総合 ドラマ10                           | NHK総合 ドラマ10                              |
| 前番組                                       | 番組名                                     | 次番組                                        |
| -------------------------------------------- | ------------------------------------------ | --------------------------------------------- |
| デイジー・ラック （2018年4月20日 - 6月22日） | 透明なゆりかご （2018年7月20日 - 9月21日） | 昭和元禄落語心中 （2018年10月12日 -12月14日） |